# Кириши
Ки́риши — город (с 1965 года) в России, административный центр Киришского муниципального района Ленинградской области.
Образует Киришское городское поселение как единственный населённый пункт в его составе.
Центр нефтехимической промышленности.

## Название
Происхождение названия доподлинно неизвестно, вероятно, имеет финно-угорские корни.

## История

### Ранний период
Село Киреши упоминается на карте Санкт-Петербургской губернии 1792 года А. М. Вильбрехта.
На карте Санкт-Петербургской губернии Ф. Ф. Шуберта 1834 года упоминается деревня Кириши, состоящая из 24 крестьянских дворов.

КИРЕШ — деревня принадлежит полковнице Хвостовой, число жителей по ревизии: 56 м. п., 52 ж. п. (1838 год)

КИРЕШ — деревня г. Чеглоковой и г. Рогинского, по просёлочной дороге, число дворов — 9, число душ — 28 м. п. (1856 год)

КИРЕШ (КИРИШИ) — деревня владельческая при реке Волхове, число дворов — 23, число жителей: 89 м. п., 102 ж. п.; Часовня православная. (1862 год)

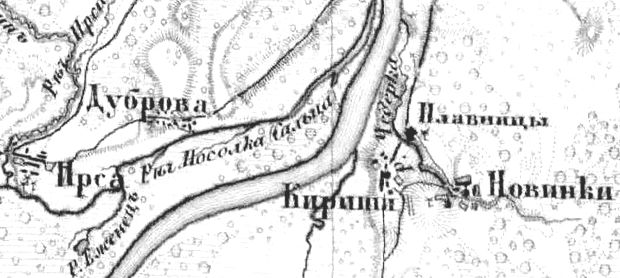
Деревня Кириши на карте 1870 года

Согласно материалам по статистике народного хозяйства Новоладожского уезда 1891 года одно из имений при селении Киреши площадью 1606 десятин принадлежало полковнику А. И. Дзичканецу, имение было приобретено частями в 1874, 1882 и 1883 годах за 18 057 рублей, второе имение принадлежало мещанке М. И. Сергеевой, имение было приобретено до 1868 года.
К началу XX века деревня Кириши входила в состав Солецкой волости 5-го земского участка 1-го стана Новоладожского уезда Санкт-Петербургской губернии.
По данным «Памятных книжек Санкт-Петербургской губернии» за 1900 и 1905 годы имение Киреши площадью 1632 десятины принадлежало наследникам жены генерал-майора Надежды Фёдоровны Клейгельс.

### Довоенный период
В 1920-х годах было открыто железнодорожное движение по линии Ленинград — Мга — Сонково, построен мост через реку Волхов и возникла железнодорожная станция Кириши. Вокруг станции началось строительство рабочего посёлка, который тоже назвали Кириши. В нём был построен комбинат стандартного домостроения и началось строительство крупного лесохимкомбината, а также спичечной фабрики (было прервано войной).
Постановлениями Президиума Леноблисполкома от 11 марта и 28 апреля 1931 года, утверждёнными Президиумом ВЦИК 30 сентября 1931 года (и законом от 3 ноября 1931 года), село Сольцы было переименовано в село Кириши, Солецкий сельсовет в Киришский сельсовет, а также в село Кириши из села Андреево был перенесён районный центр, в связи с чем Андреевский район был переименован в Киришский район.
В 1932 году к Киришскому району была присоединена бо́льшая часть Будогощенского района.
По данным 1933 года в состав Киришского сельсовета Киришского района входили: деревни Кириши, Красново, Большое Мирятино, Малое Мирятино, Новинка, Осташкино, Плавницы, село Сольцы и хутор Чадра, общей численностью населения 2955 человек.
27 декабря 1933 года Президиум ВЦИК постановил: «4. Отнести к категории рабочих посёлков следующие вновь возникшие населённые пункты: …б) населённый пункт при Киришском деревообделочном комбинате, Киришского района, присвоив вновь образованному рабочему посёлку наименование „Кириши“».
По данным 1936 года в состав Киришского сельсовета входили 8 населённых пунктов, 534 хозяйства и 5 колхозов.

Посёлок Кириши на карте РККА 1937 года

Согласно переписи населения СССР 1939 года население рабочего посёлка Кириши составляли 1934 мужчины и 2405 женщин, всего 4336 человек. В районном центре селе Кириши проживали 516 мужчин и 612 женщин, всего 1128 человек. В деревне Кириши — 169 мужчин и 213 женщин, всего 382 человека.
Во время Великой Отечественной войны здесь шли ожесточённые бои. На правом берегу реки Волхов образовался Киришский плацдарм, который удерживали силы немецко-фашистской 18-й армии. Посёлок был почти полностью разрушен. После войны решено было его не восстанавливать, а центр Киришского района был перенесён в Будогощь.

### Послевоенный период и Большая стройка
Город, почти полностью разрушенный войной, в конце 50-х годов был выбран в качестве удобной площадки под размещение крупного энергопромышленного комплекса, который должен был обеспечить Северо-Запад страны электроэнергией и нефтепродуктами.
Проектирование и строительство нового города при будущем энергопромышленном комплексе началось в 1959 году. Проект разрабатывался в мастерской архитектора А. М. Синявера силами архитектора И. В. Тарушкина, инженеров Н. Г. Ревунова, В. А. Медведева, Ю. С. Бурыгина и В. Е. Журавлёвой. Ведущей строительной организацией являлся Главзапстрой.
24 сентября 1960 вышло постановление Совета министров о строительстве в Ленинградской области Киришского нефтеперерабатывающего завода и Киришской ГРЭС.
В 1961 году в Киришах началось строительство нефтеперерабатывающего завода, параллельно с этим начиналось строительство первых кварталов нового города.
14 января 1963 года Киришская стройка была объявлена Всесоюзной ударной комсомольской стройкой.
1 сентября 1963 года была открыта средняя школа № 1.
12 января 1965 года посёлок Кириши получил статус города и вновь стал административным центром Киришского района. Главным архитектором города был назначен Доркин Иван Николаевич. В разработке архитектурного проекта города также участвовали Кондратович Эрнст Вячеславович, А. Изотов.
В январе 1967 года город Кириши был отнесён к категории городов областного подчинения.
В октябре 1968 году в сквере на пересечении проспекта Ленина и проспекта Победы к 25-летию освобождения Киришей был установлен танк Т-34-85. Автор постамента главный архитектор города Кириши — Доркин И. Н. В том же году, в дни празднования 25-летия освобождения посёлка Кириши от немецко-фашистских захватчиков, был заложен сквер Победы.
В 1972 году было начато строительство биохимического завода в рамках Всесоюзной ударной комсомольской стройки (второй по счёту в городе), электрифицирована железная дорога Мга — Кириши, открыт историко-краеведческий музей.
В августе 1976 года в сквере на шоссе Энтузиастов у дороги к Строительному тресту № 46 был установлен памятник «Первостроителям».
1 сентября 1984 года согласно решению Совета народных депутатов города Кириши от 29.06.1984 была открыта средняя школа № 8.

### Перестройка и экологическое движение
В конце 1980-х годов Кириши стали горячей точкой в эпохе Перестройки, где столкнулись две противоборствующих силы со своими интересами — с одной стороны защитники окружающей среды, экологи, «зелёные» и государственный аппарат, промышленники и «биохимики» с другой. На протяжении трёх лет (с 1987-го по 1990 год) велись бурные дискуссии, споры и дебаты вокруг негативной экологической обстановке в городе, сложившейся благодаря целому набору факторов, главным из которых, по мнению «зелёных», стали выбросы Киришского биохимического завода.
Киришский биохимический завод был заложен в 1972 году, в 1974 году завершено строительство и 24 декабря запущено производство.
Завод выпускал гидролизные кормовые дрожжи и белково-витаминный концентрат (паприн).
В ночь с 11 на 12 апреля 1987 года на Киришском БХЗ произошла авария с выбросом в Волхов сточных вод гидролизного производства, содержащих микроорганизмы и опасные химикаты. С этим событием совпал период резкого обострения заболеваний дыхательных путей, микозных заболеваний (в том числе кандидоза). За весну 1987 года от этих и других смежных болезней погибло по разным данным от 12 до 14 детей. На первомайской демонстрации отец одного из умерших детей поднял самодельный плакат с обвинением в адрес завода в смерти своего ребёнка, с этого дня началось общественное движение за закрытие Киришского БХЗ.
Владимир Васильев, почувствовавший в ночь аварии сильное недомогание, организовал общественное движение «Против БВК», а позднее стал основателем Шестой секции Всесоюзного общества охраны природы. Целью возглавляемых им общественных движений Васильев поставил закрытие Киришского БХЗ, и занимался этим с 1987 по 1990 годы.
Эти события, в частности, были отражены в документальном фильме «Мы».
1 июня 1987 года в городе прошел митинг протеста с участием больше 10 тысяч человек. 2 июня 1987 года завод был остановлен на реконструкцию. Из-за невозможности модернизировать устаревшие технологии, дававшие продукцию низкого качества и опасные для окружающей среды, ликвидирован гидролизный цех, с этого момента производство гидролизных дрожжей на Киришском БХЗ прекращено. Реконструкция завершилась осенью того же года, завод заработал с технологиями повторного использования отходов и без гидролизного производства.
Несмотря на то, что основным источником загрязнений среды было гидролизное производство, где произошла авария 1987 года, общественные движения боролись за закрытие всего БХЗ даже после остановки гидролизного производства. Также общественники во главе с Васильевым боролись против Министерства медицинской и микробиологической промышленности с целью закрыть все биохимические производства в СССР. По одной из версий, «Зелёные» использовали конспирологию, дезинформацию и сокрытие фактов, «подняли шумиху» в СМИ, в частности, обманом привлекли Д. Гранина, написавшего публицистическую статью с аргументацией против биохимического производства. При этом «зелёные» не обращали внимание на нефтехимическое и другие опасные производства города, все усилия предпринимали только против БХЗ.
Несмотря на общественное давление, завод работал и после ликвидации министерства и распада СССР, однако позже стал банкротом из-за экономических проблем (дорогая электроэнергия, потерянные рынки сбыта, невозможность реконструкции сложнейшего оборудования, требовавшего высокого уровня организации и ресурсов, которые были уничтожены после распада СССР), производство белково-витаминного концентрата было остановлено в 1993 году.
В дальнейшем на мощностях ГУП «Киришский БХЗ» выпускался этиловый спирт, в 2000 году было выпущено 834 тысяч декалитров. В 2001 году на территории БХЗ планировалась постройка нового спиртового завода с производственной мощностью около 2,5 млн декалитров спирта.
В 1990-х начался снос неиспользуемых зданий завода, среди которых был сушильный цех с уникальными сушильными вакуум-центробежными установками СРЦ-3200.
Юридическое лицо ГУП «Киришский БХЗ» ликвидировано в 2006 году.
К 2018 году неиспользуемое оборудование сдано в металлолом, снесены самые крупные здания: гидролизный цех, ТЭЦ, пропарочное отделение фурфуролсодержащего конденсата. На 2019 год из бывших цехов биохимического завода сохранилось только пустующие здания цеха упаковки и отгрузки.
Современное состояние промплощадки Киришского БХЗ
В 1990-е годы на месте ферментерного цеха Киришского БХЗ построен стекольный завод «Русджам-Кириши».

В начале 2000-х на месте цехов переработки угольной кислоты и синтеза этилового спирта заработал ликёро-водочный завод «Тигода».

В 2020 году на месте центрального склада леса работал шпалопропиточный завод.

В 2021 году на территории основан комплекс под названием „Индустриальный парк «Левобережный»“.

### Современность
29 октября 1993 года, в связи с роспуском Съезда народных депутатов Российской Федерации, Совет народных депутатов города Кириши прекратил свою работу, его функции переданы администрации района.
В 1998 году в северной промзоне был построен завод по производству теплоизоляционных строительных материалов «Пеноплэкс».
В 2004 году был открыт Центр водного спорта.
1 января 2006 года город Кириши вошёл в состав Киришского района как городское поселение.
6 ноября 2013 года ОАО «Ленэнерго» завершило реконструкцию двухцепного воздушного перехода линий электропередачи 10 кВ через реку Волхов в Киришах. Схема заключается в установке двух металлических оцинкованных опор на берегах реки, что позволило проложить линии электропередачи без монтажа опор в воде.
В 2020 году началось строительство нового моста через реку Волхов. Он расположился севернее старого, построенного в 1960-х годах одновременно с основанием Киришей. В 2023 году основные работы завершились, мост прошел успешные испытания. 5 марта 2024 года состоялась церемония открытия нового моста с участием губернатора Ленинградской области Александра Дрозденко. Движение в город осуществляется по старому мосту, из города — по новому. В будущем, если будут выделены средства, старый мост пройдет реконструкцию.

## География
Город расположен на правом берегу реки Волхов, на границе с Новгородской областью, в месте примыкания региональной автодороги 41К-022 Кириши — Городище — Волхов к региональной автодороге 41К-115 Кириши — Будогощь — Смолино.
Расстояние между Санкт-Петербургом и городом Кириши составляет 155 километров по автомобильной дороге, по прямой между центрами городов — 110 километров.

### Климат
- Среднегодовая температура воздуха +5,5 °C
- Средняя скорость ветра 3,0 м/с

| Показатель              | Янв. | Фев. | Март | Апр. | Май  | Июнь | Июль | Авг. | Сен. | Окт. | Нояб. | Дек. | Год |
| ----------------------- | ---- | ---- | ---- | ---- | ---- | ---- | ---- | ---- | ---- | ---- | ----- | ---- | --- |
| Средняя температура, °C | −6,2 | −6,4 | −1,6 | 5,3  | 11,7 | 15,9 | 18,4 | 16,4 | 11,2 | 5,1  | 0,6   | −3,7 | 5,5 |
| Норма осадков, мм       | 46   | 33   | 35   | 40   | 52   | 75   | 77   | 81   | 55   | 60   | 61    | 50   | 665 |
| Источник:               |      |      |      |      |      |      |      |      |      |      |       |      |     |

## Демография
| 1836    | 1862    | 1935    | 1939    | 1959    | 1967    | 1970    | 1979    | 1986    | 1987    | 1989    | 1992    |
| ------- | ------- | ------- | ------- | ------- | ------- | ------- | ------- | ------- | ------- | ------- | ------- |
| 108     | ↗191    | ↗2800   | ↗4336   | ↘615    | ↗18 000 | ↗27 252 | ↗44 246 | ↗50 000 | ↗51 000 | ↗53 014 | ↗53 800 |
| 1996    | 1998    | 2000    | 2001    | 2002    | 2003    | 2005    | 2006    | 2007    | 2008    | 2009    | 2010    |
| ↗55 300 | ↗55 900 | ↘55 800 | ↘55 700 | ↘55 634 | ↘55 600 | ↘55 400 | ↘55 000 | →55 000 | ↘54 800 | ↘54 551 | ↘52 309 |
| 2011    | 2012    | 2013    | 2014    | 2015    | 2016    | 2017    | 2018    | 2019    | 2020    | 2021    | 2023    |
| ↗52 390 | ↗52 572 | ↗52 996 | ↘52 549 | ↘52 494 | ↘52 338 | ↘51 930 | ↘50 885 | ↘50 750 | ↘50 525 | ↗51 028 | ↘50 346 |
| 2024    | 2025    |         |         |         |         |         |         |         |         |         |         |
| ↘49 631 | ↘49 235 |         |         |         |         |         |         |         |         |         |         |

На 1 января 2025 года по численности населения город находился на 319-м месте из 1124 городов Российской Федерации.
По этому показателю город занимает первое место в районе и пятое в области (2013 год).
Половая структура населения:
- мужчины — 45,2 %
- женщины — 54,8 %

Возрастная структура населения:
- дети дошкольного возраста — 6,7 %
- дети до 18 лет (кроме детей дошкольного возраста) — 12,8 %
- Молодёжь от 18 до 30 лет — 25,3 %
- Люди старше 30 лет (кроме пенсионеров) — 29,7 %
- Пенсионеры — 25,5 %

### Национальный состав
Согласно данным Всероссийской переписи населения 2021 года в городе проживали 51 028 человек, из них:
 русские — 36 291 (казаки — 4), украинцы — 202, белорусы — 159, татары — 76, армяне — 74, лезгины — 57, азербайджанцы — 53, таджики — 52, узбеки — 47, молдаване — 29, аварцы — 21, даргинцы — 20, карелы — 19, мордва — 19, башкиры — 18, немцы — 17, казахи — 16, гагаузы — 14, киргизы — 14, евреи — 13, чуваши — 13, болгары — 11, грузины — 11, удмурты — 11, чеченцы — 9, кумыки — 8, марийцы — 8, вепсы — 7, поляки — 7, буряты — 6, латыши — 6, финны — 5, корейцы — 4, агулы — 3, коми — 3, литовцы — 3, турки — 3, туркмены — 3, цыгане — 3, эстонцы — 3, абхазы — 2, адыгейцы — 2, ингуши — 2, осетины — 2, черногорцы — 2, арабы — 1, боснийцы — 1, греки — 1, аджарцы — 1, долганы — 1, карачаевцы — 1, ненцы — 1, талыши — 1, хорваты — 1, черкесы — 1, другие национальности — 595 человек, остальные национальность не указали.

## Экономика
Основу экономики города составляют предприятия нефтехимической промышленности:
- завод «Киришинефтеоргсинтез» — нефтеперерабатывающий завод, градообразующее предприятие,
- Киришская ГРЭС — тепловая электростанция в составе ПАО «ОГК-2», градообразующее предприятие[63],
- завод «Русджам-Кириши» — завод по производству стеклянной тары.

Другие предприятия города Кириши:
- муниципальное предприятие «Жилищное хозяйство» — содержание жилищного фонда, теплоснабжение,
- предприятие «Нефтезаводмонтаж» — монтаж технологического оборудования,
- предприятие «Севзапэнергомонтаж» — строительно-монтажные работы, проектирование, ремонт и реконструкция трубопроводов,
- управление механизации-68 — земляные работы, строительство автодорог, благоустройство промышленных и жилых территорий,
- Киришская ПМК-19 — строительство автодорог и канализации, устройство фундаментов и площадок,
- Киришский ДСК — строительство жилых домов,
- предприятие «УПСР» — заказчик-застройщик муниципалитета по строительству жилья,
- предприятие «Киришистройсервис» — оптовые поставки нефтепродуктов,
- предприятие «Юниор» — оптовая торговля светлыми нефтепродуктами,
- предприятие «Абитэк» — продажа нефтепродуктов,
- предприятие «Пеноплэкс» — производство строительных материалов на основе полимеров.

## Социальная сфера
- Киришская клиническая межрайонная больница

## Транспорт

### Железнодорожный транспорт

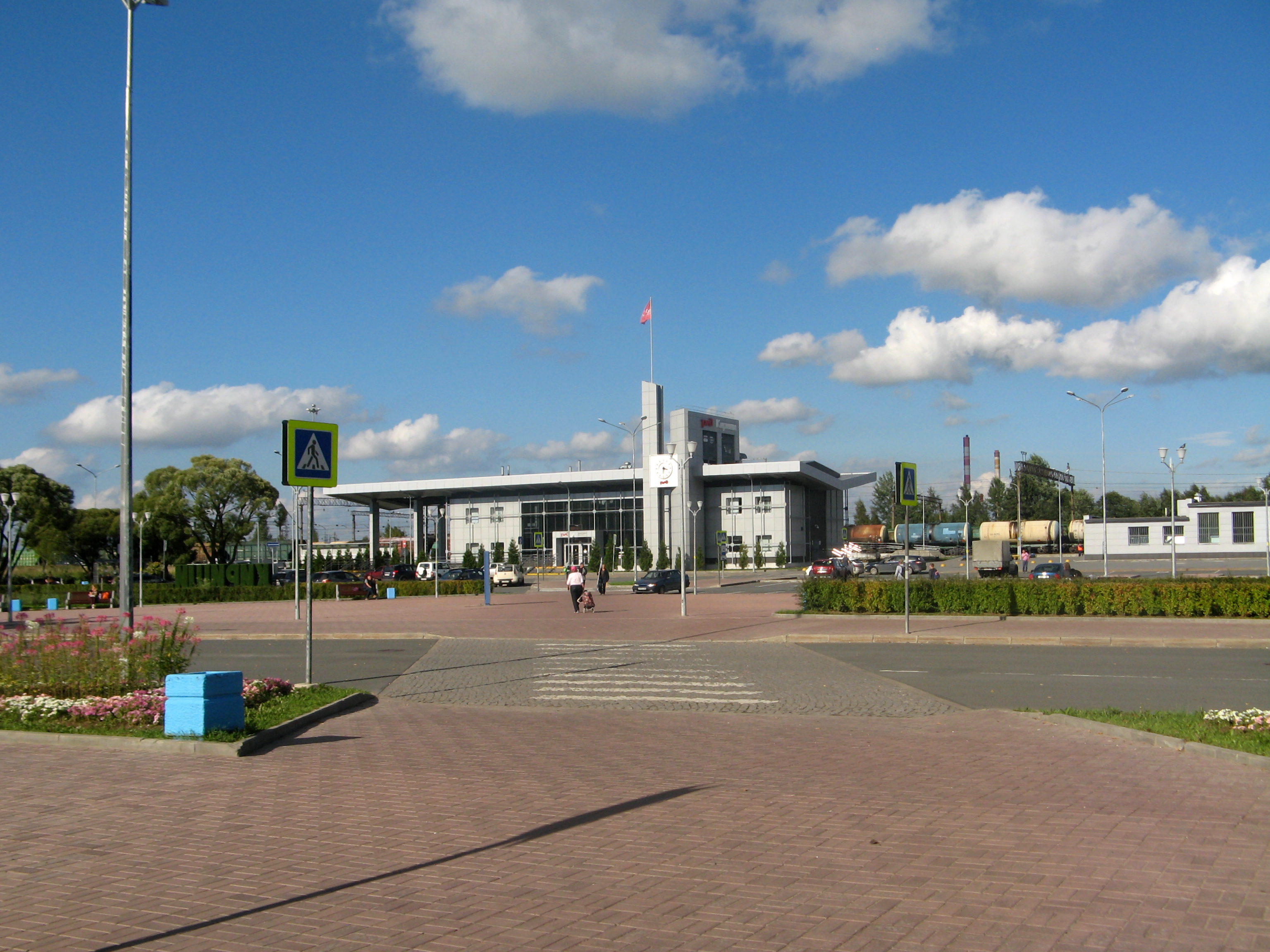
Привокзальная площадь и новое здание вокзала

Через Кириши проходит железнодорожная линия Санкт-Петербург — Мга — Кириши — Неболчи — Хвойная — Кабожа — Пестово — Овинище — Сонково — Савёлово (Кимры) — Москва (Савёловский вокзал). На станции Кириши Октябрьской железной дороги останавливаются все проходящие через неё пригородные электропоезда до Санкт-Петербурга, Будогощи, Волховстроя и Чудово и поезда дальнего следования (круглогодичный Санкт-Петербург — Пестово и дополнительный Санкт-Петербург — Ярославль). В дни длительного ремонта участка Волховстрой — Подборовье через Кириши ходят пассажирские поезда направления Санкт-Петербург — Вологда.
25 мая 2016 года в городе открылся новый железнодорожный вокзал.

### Автомобильный и автобусный транспорт
Через Кириши проходят следующие региональные автомобильные дороги:
- 41А-006 Зуево — Новая Ладога,
- 41К-022 Кириши — Городище — Волхов,
- 41К-115 Кириши — Будогощь — Смолино.

Автобусное сообщение в городе представлено:
- городскими маршрутами (в режиме «маршрутного такси»: № 3а, 6, 6л, 7, 7а, 7б, 9, 9л)[66]
- пригородными маршрутами по Киришскому району (№ 240, 241, 241а, 244, 245, 246, 247, 251, 251а, 252, 252а, 253а, 254, 254а, 254г, 255, 255а, 255б, 256, 257, 257а, 257б, 258, 259, 260)[67][68]
- междугородним маршрутом № 856 Кириши — Волхов — Санкт-Петербург (метро Волковская).

Большинство автобусных маршрутов обслуживает ООО «Авто».

### Речной и трубопроводный транспорт
Река Волхов судоходна, в 1970-е годы существовало регулярное пассажирское сообщение Кириши — Новгород судами на подводных крыльях.
Берега Волхова связывает два моста: автомобильный и железнодорожный. Раньше переправа через реку осуществлялась зимой по льду, а летом на лодках. Железнодорожный мост до 1936 года был деревянный, а в 1936 году построили металлический. Нынешний железнодорожный мост, восстановленный после Великой Отечественной войны, находится совсем рядом с тем местом, где был прежний, и внешне он очень похож на довоенный, так как при его восстановлении частично были использованы уцелевшие части конструкции.
Город Кириши является конечным пунктом нефтепровода Альметьевск — Нижний Новгород — Ярославль — Кириши.

## Местное самоуправление

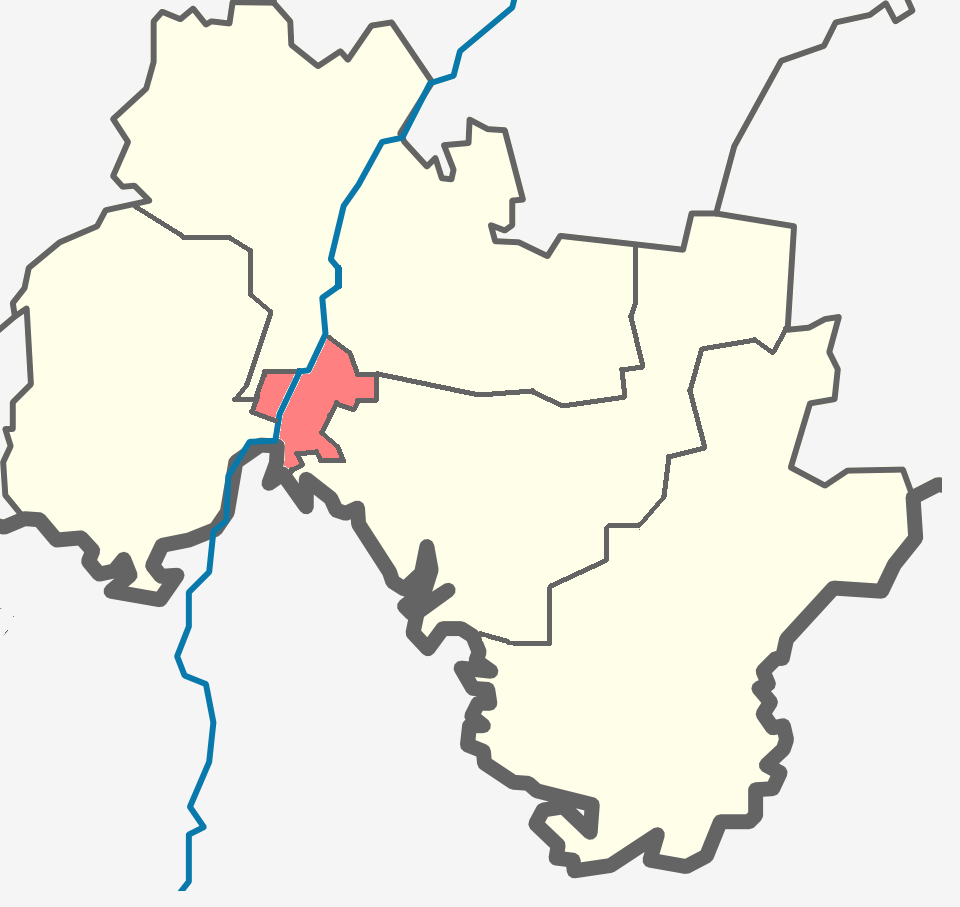
Киришское городское поселение на карте Киришского района

Город Кириши является административным центром и единственным населённым пунктом муниципального образования «Киришское городское поселение». Местное самоуправление осуществляется на основании Устава, который был принят решением Совета депутатов от 24 ноября 2005 года № 4/16.

### Представительная власть
Представительную власть в городе осуществляет Совет депутатов, состоящий из 20 депутатов, избираемых жителями города по многомандатным округам на срок 5 лет. Действующий состав Совета депутатов избран в 2014 году.
В Совете депутатов сформированы следующие постоянные комиссии:
- Постоянная комиссия по экономическому развитию
- Постоянная комиссия по социальной политике
- Постоянная комиссия по местному хозяйству

Совет депутатов возглавляет глава города, избираемый депутатами из своего состава.

### Исполнительная власть
Исполнительный орган власти муниципального образования «Киришское городское поселение» — администрация Киришского городского поселения, была ликвидирована как юридическое лицо с 26 июня 2018 года. Полномочия и функции администрации Киришского городского поселения с 1 июля 2013 года были переданы на уровень администрации муниципального образования Киришский муниципальный район и закреплены в уставе МО.
Главой МО «Киришское городское поселение» является Тимофеев Константин Алексеевич, являющийся с 06.11.2014 также главой МО «Киришский муниципальный район».
До ликвидации администрация городского поселения имела структурные подразделения:
- комитет по молодёжной политике, культуре и спорту
- Управление делами
- Отдел организационной работы и СМИ
- Юридический комитет
- Отдел делопроизводства
- Комитет экономики и финансов
- Бухгалтерия
- Отдел архитектуры и градостроительства
- Управление жилищной политики
- Коммунальный отдел
- Муниципальный инспектор
- Жилищный отдел
- Комитет муниципальных предприятий и муниципального имущества
- Управление по защите населения и территорий от чрезвычайных ситуаций

### Символика

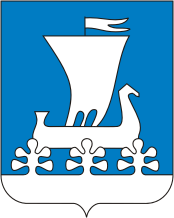
Герб
(1997—2006)

Город Кириши имеет герб и флаг, которые были утверждены Советом депутатов 26 июня 2006 года.
Описание герба: «в лазоревом поле серебряный круг, обременённый лазоревым пламенем о двух языках (правый из которых меньше и подобен капле) и сопровождённый по сторонам двумя серебряными направленными от круга носовыми частями древних ладей, а внизу — отвлечённым серебряным волнисто выщербленным поясом».
Описание флага: «на лазоревом фоне изображение древних ладей, символизирующих два торговых пути, которые проходили по реке Волхов: из варяг в греки; из варяг в арабы. Серебряный круг, в центре которого размещены лазоревые фигуры, символизирующие единство топливно-энергетического комплекса города Кириши, кроме того фигуры внутри круга символизируют пламя сердец комсомольцев-первостроителей и киришский факел».

## Спорт

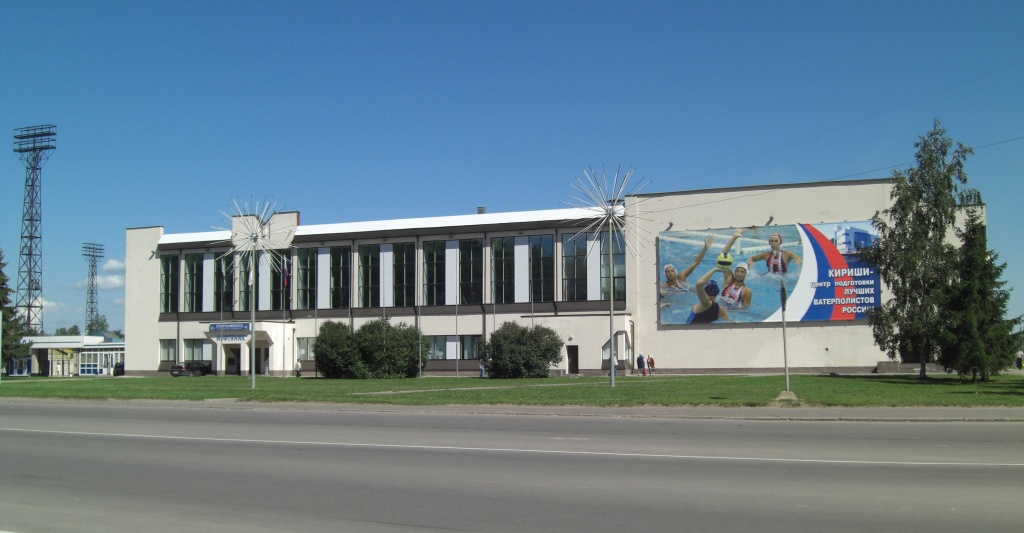
Дворец спорта «Нефтяник» в Киришах

Город Кириши является одним из главных в России центров развития водного поло. В городе базируются женская и мужская команды «КИНЕФ-Сургутнефтегаз», а также женская команда «КИНЕФ-2». Женская команда «КИНЕФ-Сургутнефтегаз» является 20-кратным чемпионом России, 12-кратным обладателем Кубка России и 2-кратным победителем Финала Четырёх Евролиги. Её спортсменки Анна Карнаух, Софья Конух, Валентина Воронцова, Елена Смурова, Ольга Беляева, Надежда Глызина, Евгения Соболева и Екатерина Пантюлина составляют основу национальной сборной страны, а бывший главный тренер киришской команды Александр Кабанов (14 июня 1948, Москва, РСФСР, СССР — 30 июня 2020) также возглавлял сборную России, которая является победителем чемпионата Европы.
Дворец спорта «Нефтяник» в Киришах является местом проведения крупных международных турниров по водному поло, а также базой подготовки национальной сборной России. Проводятся международные шахматные турниры.

## Достопримечательности
- Киришский историко-краеведческий музей
- Киришская картинная галерея
- Мемориал «Эхо войны»
- Мемориал памяти павших в 1941—1945 годах
- Памятник «Защитникам киришской земли — танк Т-34»
- Памятник «Первостроителям»
- Памятник «Погибшим деревням»
- Памятный знак в честь декабристов Бестужевых
- Стела «Передний край обороны Киришей»
- Памятник «Строителям и работникам топливно-энергетического комплекса города Кириши», поставленный на площади Бровко в 2012 году
- Храм-часовня во имя Святителя Николая на территории КМБ

Ежегодно 21 ноября проводятся Бестужевские чтения, в 2012 году состоялись юбилейные X-е. Также отмечается 4 октября — день освобождения киришской земли от немецко-фашистских захватчиков (происходило в начале октября 1943).

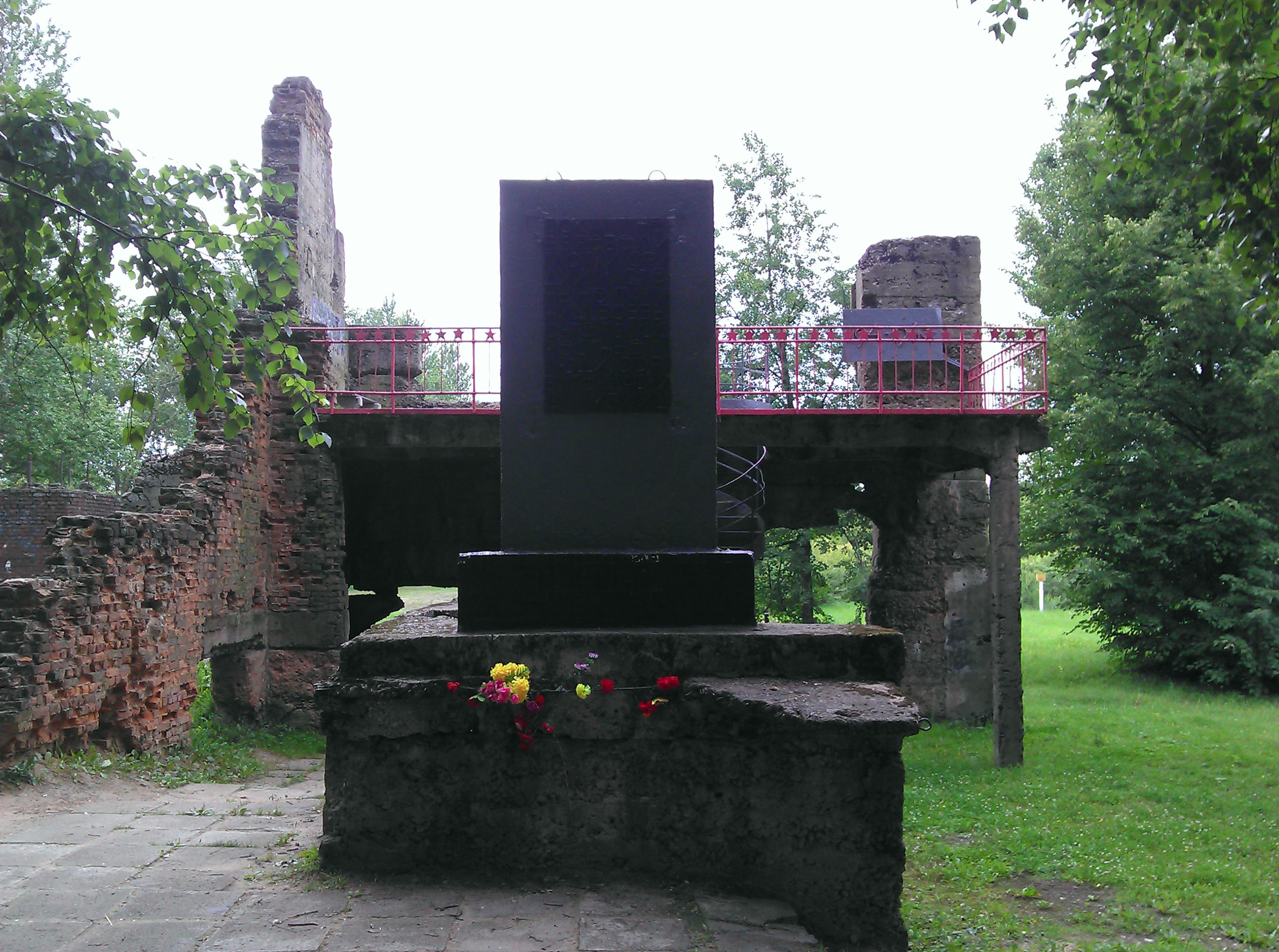
Памятный знак «Первостроителям»
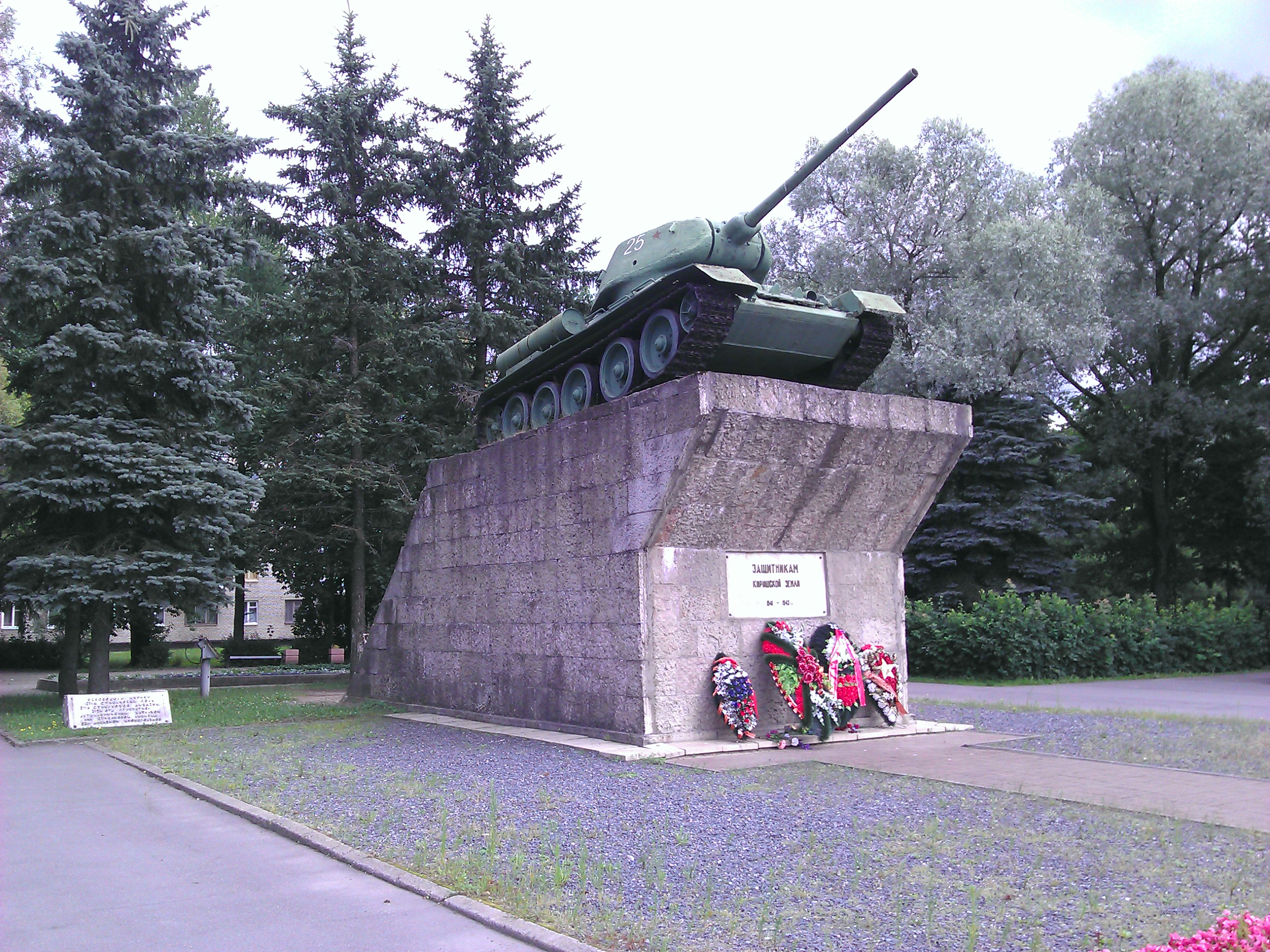
Памятник «Защитникам Киришской земли (1941—1943)»
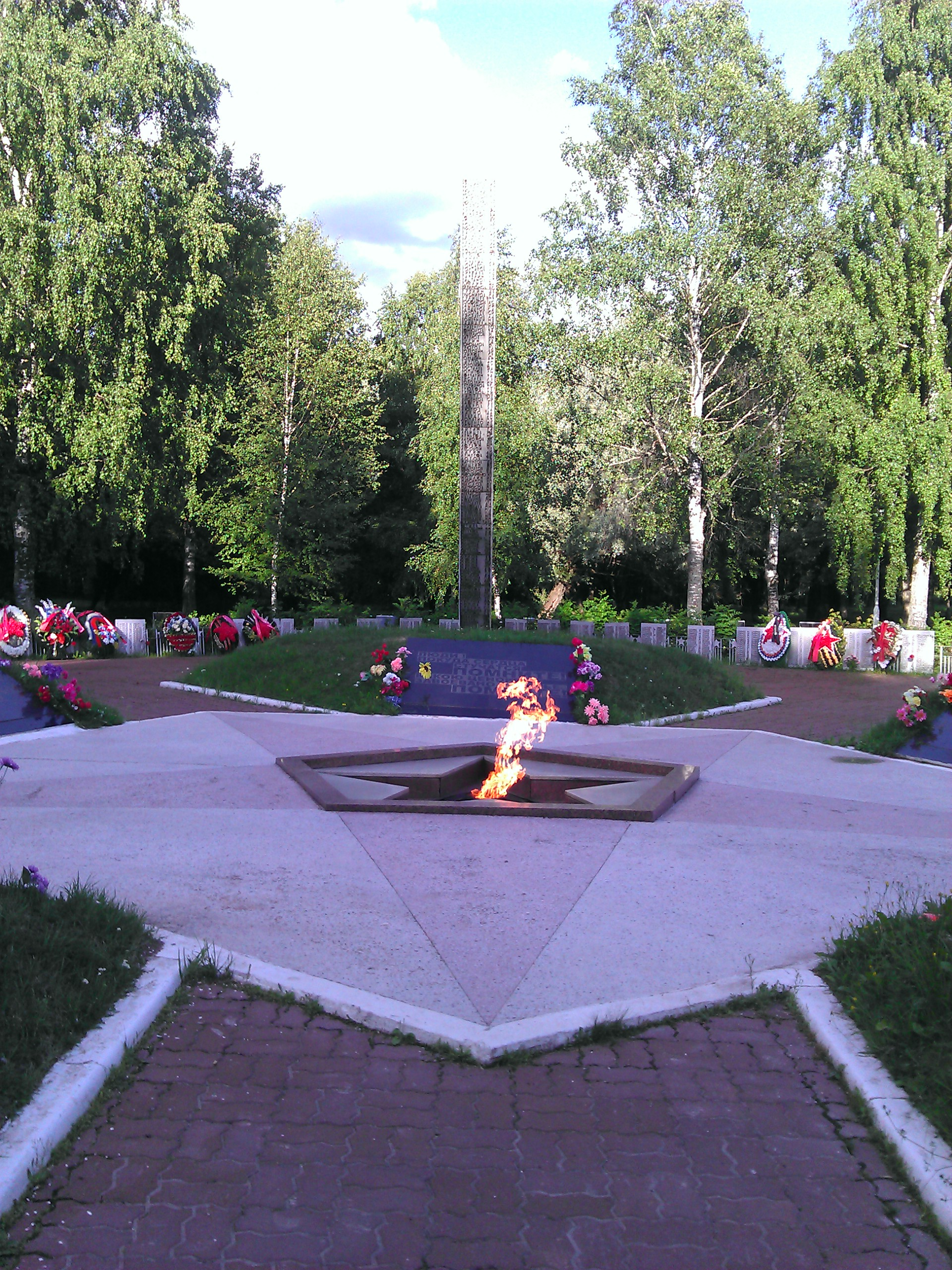
Мемориал «Памяти павших», вечный огонь

## СМИ
На территории города действует информационный центр «Кириши». В его состав входят: газета «Киришский факел», телеканал «Кириши», радиостанция «Радио «Кириши»».

### Телевидение
Работает первый мультиплекс цифрового эфирного телевидения, с конца 2018 года — второй мультиплекс.

### Радио[79]
| Название           | Частота (МГц) | RDS | Формат          | Телецентр | Мощность (кВт) |
| ------------------ | ------------- | --- | --------------- | --------- | -------------- |
| Love Radio         | 97,2          | +   | Pop / Dance     | 42        | 0,1            |
| Европа Плюс        | 97,9          | -   | Pop / Dance     | 42        | 0,01           |
| Ретро FM           | 98,5          | -   | 70s / 80s / 90s | -         | 0,03           |
| Русское радио      | 100,3         | +   | Rus CHR         |           | 0,1            |
| Авторадио          | 100,7         | +   | Hot AC / Disco  |           | 0,1            |
| Радио Ваня         | 101,1         | +   | Pop             | РТС       | 0,5            |
| Дорожное радио     | 103,0         | +   | Soft AC         | РТС       | 0,45           |
| Новое радио        | 103,6         | +   | Pop             | -         | 0,05           |
| Радио Рекорд       | 104,9         | +   | Dance           |           | 0,1            |
| Радио Кириши       | 105,5         | -   | Adult CHR       |           | 1              |
| Питер FM           | 106,1         | +   | Rock            | РТС       | 1              |
| Радио Родных Дорог | 107,6         | -   | Рор / Dance     | -         | 1              |

## Перспективы
В 2008—2015 годах в городе планируется построить новый жилой микрорайон на 6150 жителей. Он займёт 21,1 га, из которых 2 га будут отведены под зелёные насаждения. Общая площадь жилья составит 153,7 тыс. м2, то есть в среднем по 25 м2 на человека. Для застройки приняты проекты 5-, 12- и 7-этажных домов.
В конце 2013 года в Киришах планировалось построить новый автовокзал.
Планируется построить нефтеперерабатывающий завод глубокой переработки нефтяных остатков ЗАО «Нефтеперерабатывающий завод Кириши-2».

## Города-побратимы
- Финляндия, Ийсалми;
- Норвегия, Тюсфьорд.